# Émanville (Seine-Maritime)
Émanville ist eine französische Gemeinde mit 768 Einwohnern (Stand: 1. Januar 2022) im Département Seine-Maritime in der Region Normandie (vor 2016 Haute-Normandie). Die Gemeinde gehört zum Rouen und zum Kanton Notre-Dame-de-Bondeville (bis 2015 Kanton Pavilly). Die Einwohner werden Émanvillais genannt.

## Geographie
Émanville liegt etwa 22 Kilometer nordnordwestlich von Rouen im Pays de Caux. Umgeben wird Émanville von den Nachbargemeinden Ancretiéville-Saint-Victor im Norden, Hugleville-en-Caux im Osten, Sainte-Austreberthe im Süden, Limésy im Westen und Südwesten sowie Saussay im Nordwesten.

## Bevölkerungsentwicklung
| 1962                      | 1968 | 1975 | 1982 | 1990 | 1999 | 2006 | 2013 |
| ------------------------- | ---- | ---- | ---- | ---- | ---- | ---- | ---- |
| 310                       | 305  | 294  | 395  | 455  | 508  | 533  | 642  |
| Quelle: Cassini und INSEE |      |      |      |      |      |      |      |

## Sehenswürdigkeiten
- Kirche Saint-Vaast